# پیاجو اروسپیس

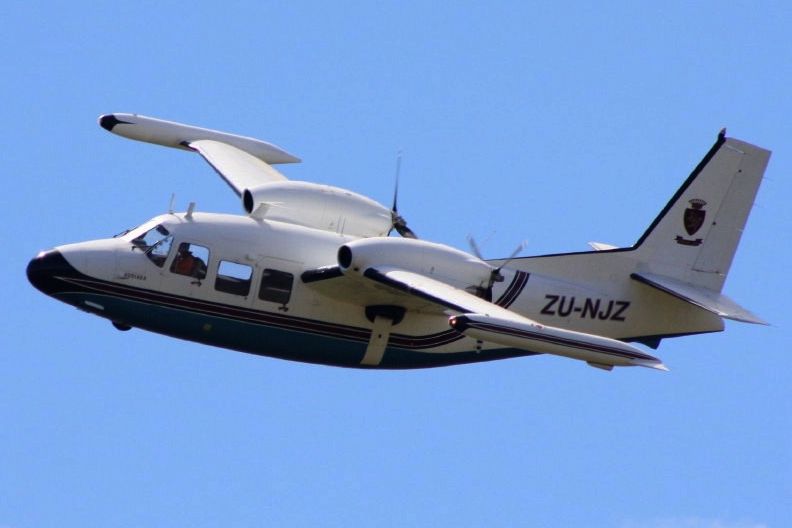
Piaggio P.166 در پرواز

پیاجو اروسپیس، که پیش‌تر پیاجو ارو اینداستریز نامیده می‌شد، یک شرکت چندملیتی ایتالیایی در حوزه هوافضا است که مقر آن در ویلانووا دآلبنجا، ایتالیا می‌باشد. این شرکت نیای خود را با سازنده وسایل نقلیه موتوری پیاجو به نمایش می‌گذارد و یکی از کهن‌ترین سازندگان هواگرد در جهان است.
پیاجو اروسپیس طراحی، توسعهٔ فناوری، تولید و نگهداری هواگرد، موتورهای هواگرد و قطعات ساختاری هواگرد را انجام می‌دهد. این شرکت دارای یک شرکت تابعه در ایالات متحده آمریکا، به‌نام پیاجو آمریکا، واقع در وست پام بیچ، فلوریدا است.
در تاریخ ۳ دسامبر سال ۲۰۱۸، پیاجو اروسپیس پس‌از اینکه خود را ورشکسته اعلام کرد، مصادره شد، زیرا طرح بازسازی آن با شکست مواجه شد، کمتر از یک سال پس از آن، مالک آن، شرکت اماراتی مبادله، ۲۵۵ میلیون یورو (۳۰۸ میلیون دلار) تزریق کرد و بدهی‌های بانکی خود را پرداخت کرد.

## نگارخانه

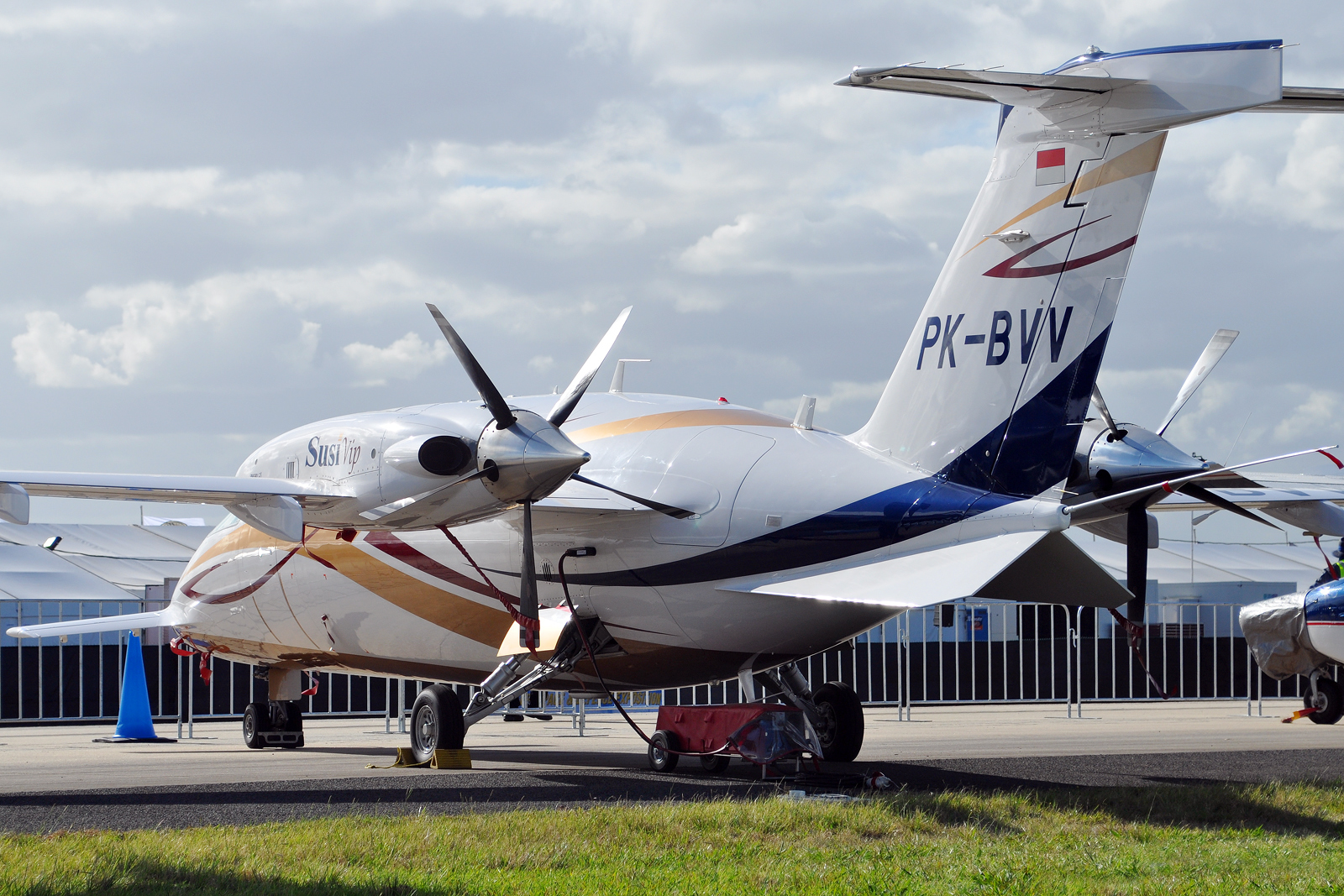
پیاجو آوانتی
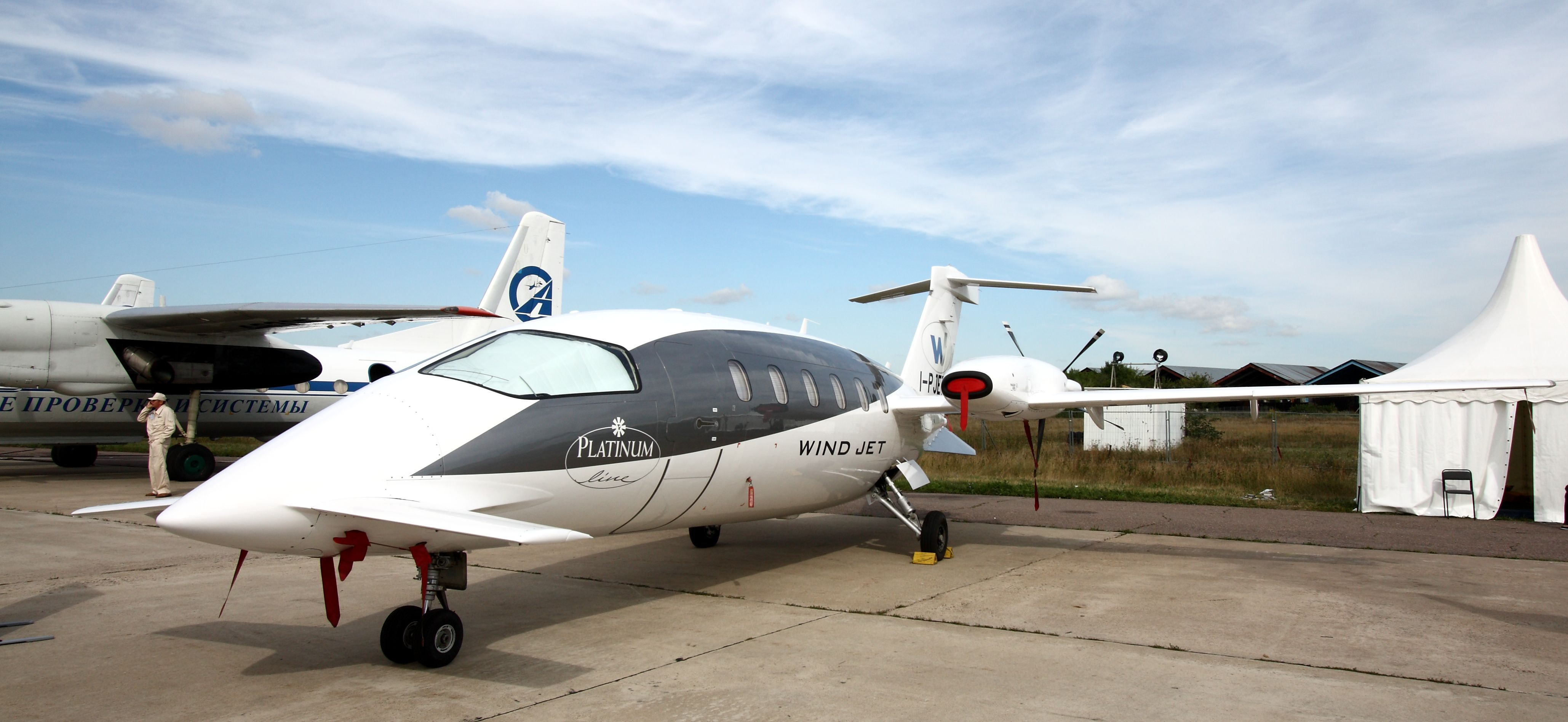
Piaggio P.180
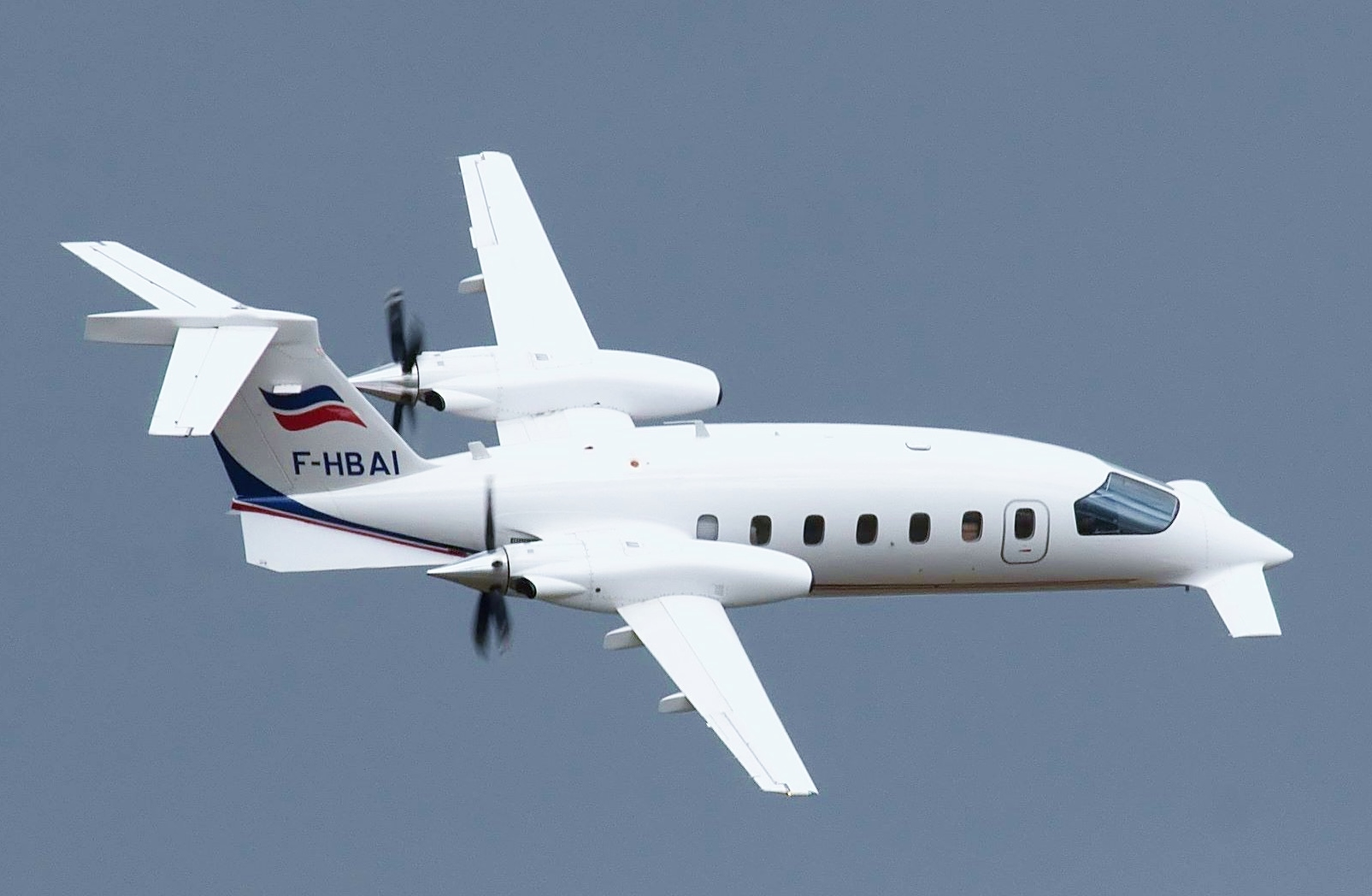